# Кисельов Олександр Володимирович
Олександр Володимирович Кисельов, член Партії регіонів; Державна інспекція України з контролю за цінами, Голова (19 січня 2012 — 10 вересня 2014).

## Біографія
Народився 25 червня 1953 (Московська область, Росія). У 1976 році закінчив Донецький державний університет за фахом радіофізик.
Народний депутат України 4-го скликання з квітня 2005 по квітень 2006 від СДПУ(О), № 29 в списку. На час виборів: голова правління-президент ЗАТ «Луганський енергетичний альянс», член СДПУ(О). Член фракції СДПУ(О) (квітень — грудень 2005), член фракції Партії регіонів «Регіони України» (з грудня 2005). Член Комітету економічної політики, управління народним господарством, власності та інвестицій (з травня 2005).
- 1976—1978 — молодший науковий працівник, Луганська філія Інституту «Діпровуглеавтоматизація».
- 1978—1979 — інструктор, 2-й секретар, Ленінський РК ЛКСМУ м. Ворошиловграда.
- 1979—1980 — 2-й секретар, 1980—1983 — 1-й секретар, Ворошиловградський МК ЛКСМУ.
- 1983—1991 — заступник начальника відділу тех. контролю, заступник начальника управління якості продукції, заступник голови профкому, помічник генерального директора, ВО «Ворошиловградтепловоз» («Луганськтепловоз»).
- 1991—1997 — генеральний директор, Луганська регіональна асоціація ділового співробітництва з зарубіжними партнерами «ЕДДА».
- З 1997 — голова правління — генеральний директор ЗАТ «Фонд», голова правління-президент, ЗАТ «Луганський енергетичний альянс».
- 2002—2003 — генеральний директор, Торговий дім «Газ України».
- Червень 2002 — грудень 2006 — член правління, грудень 2003 — березень 2005 — заступник голови правління, НАК «Нафтогаз України».

Депутат Луганської облради (2006—2010).
Член СДПУ(О) (з 1999); член Політради СДПУ(О) (з березня 2003), член Політбюра (з березня 2005), секретар Луганського ОК СДПУ(О) (з березня 2005).

## Нагороди
- Орден «За заслуги» III ступеня III (жовтень 1999)
- Орден «За заслуги» II ступеня (травень 2003)
- Почесна грамота Кабінету Міністрів України (червень 2003)